# دلیکلی داش
دلیکلی داش روستایی است که در استان اردبیل، شهرستان اردبیل، بخش مرکزی، دهستان ارشق شرقی قرار دارد. 

## جمعیّت
بر اساس سرشماری سال ۱۳۸۵ جمعیّت این روستا ۵۴ نفر با ۱۶ خانوار بوده است.